# Алиева, Сарат Гаджиевна
Сарат Гаджиевна Алиева  (1924—1991) — советская поэтесса, прозаик, драматург, общественный и политический деятель,  мастер лирического стиха. Заслуженный работник культуры РСФСР. Депутат Верховного Совета Дагестанской АССР, Заместитель министра просвещения ДАССР.

## Биография
Сарат Алиева родилась в селе Урахи в 1924 году. Её отец, Али Гаджиев – участник первой Мировой и Русско-японской войны, полный кавалер Георгиевских крестов. 
Мать Уздият внучатая племянница классика даргинской поэзии Омарла Батырая.
Начало ее жизни было связано с синими отрогами родных урахинских гор, с ласковой колыбельной песнью матери.
В 1941 году Сарат Алиева окончила Урахинскую среднюю школу. Тогда остро не хватало учителей, и она прямо со школьной скамьи пошла работать учительницей начальных классов в сел. Кища Дахадаевского района, потом работала в родной Урахинской средней школе.
Окончила химико-биологический факультет ДГПИ. Работала в Сергокалинском педучилище учительницей и завучем.
Была заместителем министра просвещения ДАССР, секретарем Каспийского горкома партии, более 10 лет секретарем парткома ДГПИ.
В 30 лет была избрана депутатом Верховного Совета Дагестанской АССР.
Сарат Алиева ушла из жизни 25 ноября 1991 года, на 68 году жизни.
Ушла, так и не раскрывшись до конца, не поставив последней точки в большом поэтическом пути. Похоронена она, на кладбище родного Урахи.

## Творчество
Первые произведения Алиевой были опубликованы в 1957 году.
Она написала книгу “Непогасшая звезда” о своем гениальном предке О. Батырае.
В ней она познакомила читателя с поэтом таким, каким он жил в памяти ее близких, в ее представлении. В 1980 году, вышел сборник её стихов "Зубарила шала" (Свет звезды).
В 1984 году, вышла книга её стихов под названием «Маркала лайла» (Колыбельная дождя) где она писала о Родине, о любви, о человечности, о войне, о светлом будущем.
В 1992 году в Дагестанском книжном издательстве вышел сборник стихов  "Г1ебшнила булбул" (Осенний соловей), куда вошли стихи о любви, о людях, их проблемах и чаяниях и драма "Гулжанат", о дочери Батырая.
Большое место в творчестве С.Алиевой занимает тема Великой Отечественной войны. Горе и страдание,  женщин, так и не дождавшихся с войны  отцов, братьев, сыновей, мужей, любимых.
Она писала много и страстно. Ей была присуща сентиментальность и она особенно проявлялось в последние годы её жизни. Каждое стихотворение она сама проживала.  Несостоявшаяся любовь, сопровождала её всю жизнь. Успев только посвататься её жених  ушёл на войну, но так и не вернулся.  Всю её поэзию, красной нитью пробирает любовь, ожидание и тоска. Только тот, кто на себе испытал эти чувства, может подобрать аллегорию и фразеологию, так красиво и чётко раскрывающую сущность  её размышлений, её внутренний мир и переживания. Её искусство владения словом, умение выделить главное, соотносить интонационные краски,  завораживает внимание читателя.
У Сарат Алиевой остались книги, рукописи. Стихи ее радовали и радуют сердца людей, в их жизни она оставила добрый след.Сначала её стихи печатались в районной и республиканской прессе, а затем стали выходить отдельными изданиями и в Советской прессе с подстрочными переводами некоторых дагестанских авторов.
Прозаические произведения Алиевой представлены стихами «Прости, но я на свадьбах не танцую», «Ещё на чонгуре сыграй и верни».
О жизни и творчестве Великого поэта Омарла Батырая повествует роман «Непогасшая звезда».
Она, автор поэмы "Гульжаннат", которая взята за основу показа спектакля в Даргинском театре.
Также Сарат Алиева является автором пьес, поставленных в Даргинском государственном драматическом театре им. Омарла Батырая.
Является одним из лучших мастеров лирического стиха в дагестанской поэзии.
Заслуженный работник культуры РСФСР и ДАССР.
Награждена орденом Трудового Красного Знамени, Знак Почёта а также медалями «За доблестный труд во время ВОВ» и «За трудовую доблесть».
Хотя её уже давно нет с нами,  она достойна, чтобы широкий читатель познакомился с её творчеством. Уже переводятся стихи С. Алиевой на русский язык. Хорошо передает её мысль поэтесса и переводчица Марина Ахмедова-Кулюбакина.
Уже есть и другие переводы. Есть предпосылки, что творчество Сарат Алиевой, займёт достойное место в Дагестанской и Российской литературе.